# Vorstendom Lübeck
Het vorstendom Lübeck was een met het hertogdom Oldenburg verbonden staat van 1803 tot 1918 en daarna nog tot 1937 een landsdeel van de staat Oldenburg.

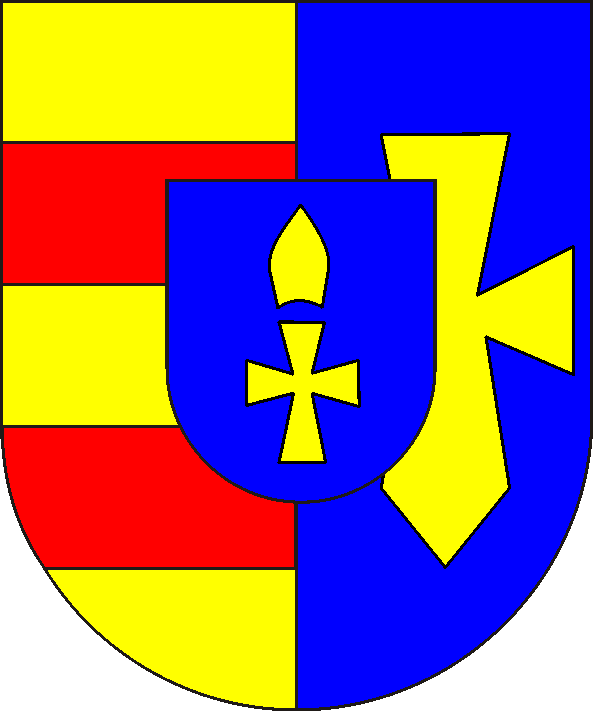
vorstendom Lübeck

Paragraaf 8 van de Reichsdeputationshauptschluss van 25 februari 1803 kende aan de hertog van Holstein-Oldenburg voor de opheffing van de Elsflether tol en de afstand van een aantal dorpen rond Lübeck de bezittingen van het bisdom en het domkapittel in de stad Lübeck toe: het bisdom en het domkapittel Lübeck.
Hierdoor ontstond het vorstendom Lübeck. Nu waren de lutherse bisschoppen al sinds 1586 leden van het Huis Holstein-Gottorp, dus in de praktijk veranderde er weinig in de hoofdstad Eutin.
Op 10 december 1810 werd het hertogdom Oldenburg ingelijfd bij Frankrijk. De positie van het vorstendom Lübeck is daarna onduidelijk. Het werd niet formeel ingelijfd bij Frankrijk en ook niet ingedeeld bij een departement. Anderzijds ontbreekt het in de Almanac Imperial bij de staten van de Rijnbond.
Het Congres van Wenen herstelde het hertogdom Oldenburg, dat verheven werd tot groothertogdom. Lübeck maakte weer deel uit van een groter staatsverband.
Nadat Pruisen in 1866 de hertogdommen Sleeswijk en Holstein had geannexeerd, moest er een regeling komen met de groothertog van Oldenburg, die als hertog van Holstein-Gottorp successierechten in Sleeswijk en Holstein had. Op 23 februari sloten Oldenburg en Pruisen een verdrag, waardoor het ambt Ambt Ahrensbök op 19 juni van Holstein aan Oldenburg werd overgedragen.
Na de afschaffing van de monarchie in 1918 bleef het vorstendom een deel van het land Oldenburg, nu onder de titel landsdeel. Op 1 april 1937 kwam er een eind aan het zelfstandige bestaan van Lübeck. Op basis van de Groot-Hamburg wet werd het samen met de Vrije en Hanzestad Lübeck bij de Pruisische provincie Sleeswijk-Holstein gevoegd.